# 摩根银元
摩根银元（英語：Morgan dollar）是美国铸币局于1878至1904年间生产的一种1美元硬币，之后还在1921年再度投产。国会通过《1873年铸币法案》为自由铸造银币运动划上句点，坐姿自由女神银元因此停产，摩根银元则是此后美国发行的第一种标准银元。硬币由铸币局助理雕刻师乔治··摩根设计并以他命名，其正面刻有自由女神肖像，背面则刻有展开翅膀的老鹰，爪子上抓着箭和橄榄枝。
随着采矿业蓬勃发展，银价大幅下跌，国会于1876年秋通过布兰德－阿利森法，授权发行新银元，并要求财政部每个月按市价购买200至400万美元的白银，并打造成银币。1890年，国会又通过谢尔曼收购白银法，其中把财政部每个月要购买的白银量大幅提升到14万公斤，但在银元生产上则只要求铸币局再继续一年。这一法案之后在1893年废除。1898年，国会通过新法案，要求之前根据谢尔曼收购白银法买下的所有银锭都要打造成银元，铸币局于是继续生产到1904年才把库存的银锭用完，摩根银元也暂时停产。1918年通过的皮特曼法案授权将数以百万计的银元熔解后再重新铸造，摩根银元于是又在1921年再次投产，同年末，新设计的和平银元面世，摩根银元的设计正式退出历史舞台。
20世纪60年代初，财政部金库在清点时发现有大量未经发行的摩根银元，其中许多都是一度被认为较为罕见的品种。一些个人开始以面值购买大量银币，财政部最终停止了银元和银券的交换。从20世纪70年代开始，财政部通过总务管理局销售卡森城铸币局生产的摩根银元。2006年，摩根银元的背面设计方案重新在银质纪念币上启用，这种纪念币的发行旨在纪念旧金山铸币局的老厂房。

## 背景
1873年，联邦国会颁布第四道铸币法案，剥夺白银的货币地位，美国的双金属货币标准随即成为历史。法案颁布前，人们可以通过支付少量费用由铸币局将白银打造成法定货币。在这样的情况下，银锭持有者可以在银元固有金属价值低于面值时将白银铸造成银币来获利，但这反过来又会导致货币供应泛滥，引起通货膨胀。法案也给当时的标准银元——由克里斯蒂安·戈布雷希特（Christian Gobrecht）设计的坐姿自由女神银元——生产划上休止符，改为铸造贸易银元，发行这种硬币旨在与墨西哥银元竞争东方货币市场。根据新法案，持有者可将银锭送至铸币局铸成银条，也可以在支付少量费用后打造成最新授权发行的贸易银元。贸易银元起初也具备法定货币地位，但为防止银锭持有者在白银价格偏低时把银锭转制成银元来获利，国会于1876年撤销了贸易银元的法定货币地位。法案中这一针对自由铸造银币的限制起初没有遇到什么阻力，但随着西部采矿业迅猛发展，银价大幅下跌，情况发生了变化。银行家、制造商和农场主也表示抗议，他们认为提高货币供应量可以对经济产生正面推动。全美各地出现多个组织，要求重新允许自由铸造银币，以期在1873年恐慌后通胀美元。
从1876年开始，联邦众议院先后多次提出法案，建议恢复自由铸造银币。其中一项法案由密苏里州民主党联邦众议员理查德·布兰德提出，于1876年秋通过。法案进入联邦参议院后，爱荷华州共和党联邦参议员威廉·B·阿利森（William B. Allison）在其中增加了多项重要修改。众议院通过的法案重新允许自由铸造银币，但阿利森提出的其中一项修改否决了这一提议，并在美国历史上第一次允许发行银券。总统拉瑟福德·伯查德·海斯否决了国会通过的法案，国会又于1878年2月28日推翻总统的否决。新通过的法案人称布兰德－阿利森法，其中要求财政部每个月购买价值200至400万美元的白银，以之前黄金和白银间16：1的固定价格比——即1盎司黄金的价值和16盎司白银相同——铸造成银元。

## 设计史

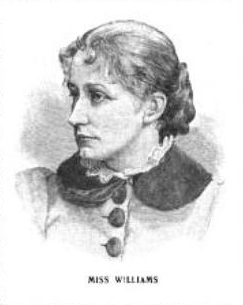
1892年的这期《女士之家杂志》上描绘的是安娜·威勒斯·威廉姆斯

1876年，美国铸币局局长亨利·理查德·林德曼（Henry Richard Linderman）开始致力于重新设计美国银元。他联系了伦敦皇家铸币局副局长··弗里曼特尔（C.W. Fremantle），请其帮忙找位愿意来费城铸币局出任助理雕刻师一职的一流模具技师。弗里曼特尔在回信中强烈推荐当时还只有三十岁的乔治··摩根（George T. Morgan），称他已经用能力打响了名气，只是英国已经没有足够的空间和位置来让他发展。接下来，林德曼和摩根达成协助，摩根到费城铸币局出任雕刻师一职，直接听命于首席雕刻师威廉·巴伯（William Barber），试用期6个月。
摩根于1876年10月9日抵达费城。他入职后最早设计的图案币本是作为半美元设计。1876年，摩根进入宾夕法尼亚美术学院学习，为设计新的自主神头像做准备。他还研究了白头海雕，准备将之作为硬币的背面设计。摩根打算以美国女性形象来代表自由神，而不是通常采用的希腊风格人物。他的朋友、艺术家汤姆·艾金斯建议选费城教师安娜·威勒斯·威廉姆斯（Anna Willess Williams）作为模特儿。摩根一共与威廉姆斯见过5次面，据他所说，后者的轮廓是他所见过所完美的。
1877年10月18日，林德曼要求费城铸币局局长詹姆斯·波洛克（James Pollock）「指示摩根先生立即准备一套银元的金属模具、设计、铭文」，设计可以和半美元相同，直接将其上所刻的（「半美元」）字样替换成「one dollar」（「一美元」）。林德曼还命令波洛克指示摩根准备1美元硬币的背面模具，其上要刻有老鹰和法律规定的铭文。硬币正面由摩根自行决定采用什么样的形象来作为自由神的头像。林德曼显然认为摩根的设计比首席雕刻师巴伯更加出色，他于1878年2月21日致信波洛克：「我现在要向你说明，如果国会正在考量的白银法案成为法律，我有意呈请财政部长批准按摩根先生准备的金属模具」。

## 生产

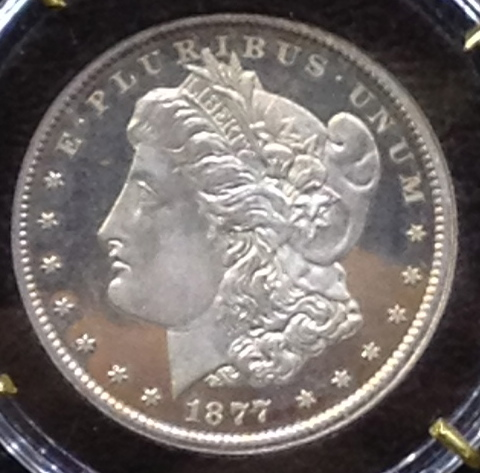
1877年铸造的这枚半美元图案币就是由摩根设计

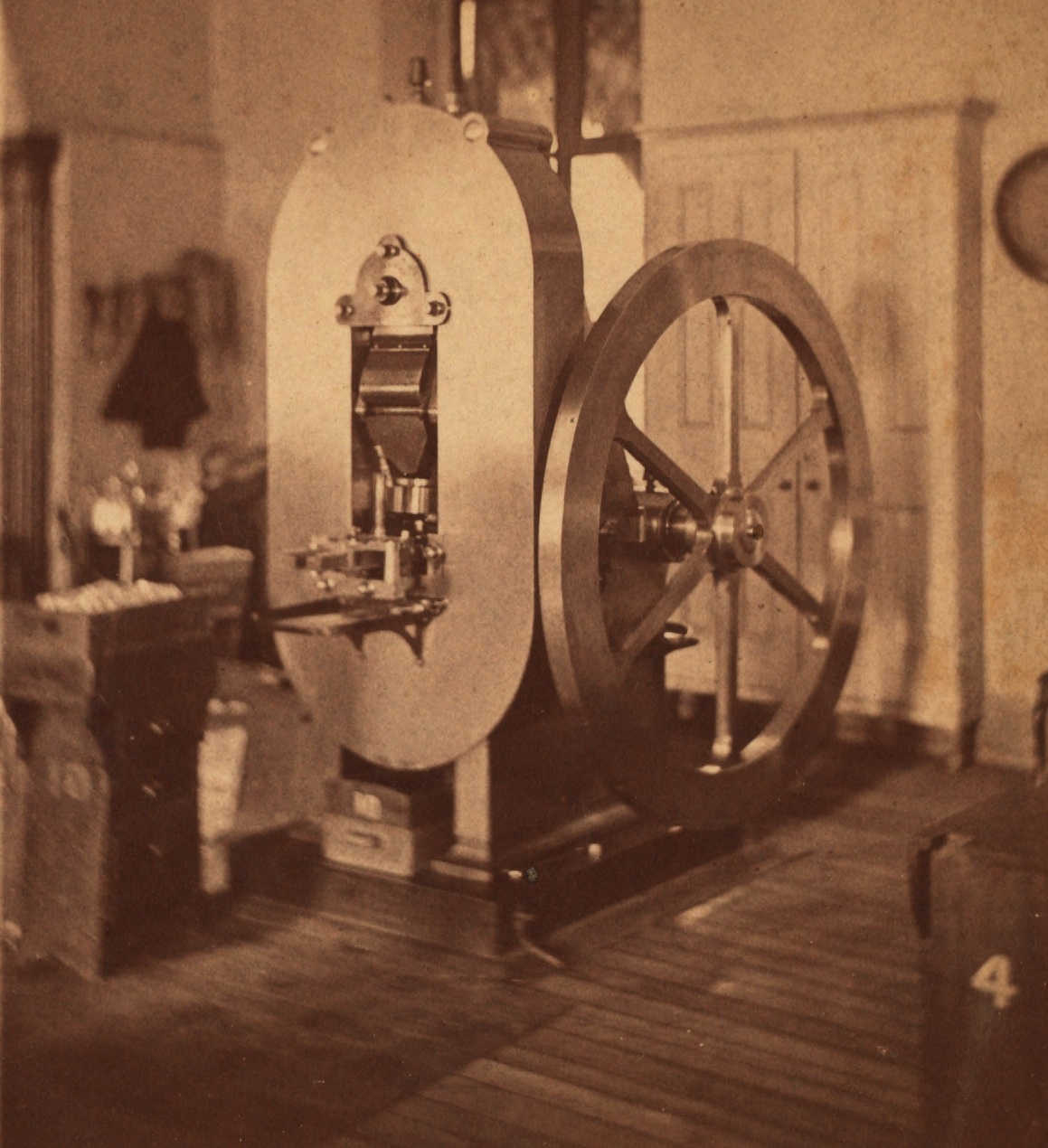
费城铸币局的一台压制铸币机

布兰德－阿利森法通过一个多星期后，银元才于3月11日投产。压制铸币机經多次调整后，首枚可以接受的成品于下午15点17分在费城铸币局面世。这枚样品送给了总统海斯，第2和第3枚则分别送给了财政部长约翰·舍曼和铸币局局长林德曼。
为了达到布兰德－阿利森法中要求的月产量，林德曼希望银币能在西部的旧金山铸币局和卡森城铸币局投产。由于法案中的产量要求实在太高，费城铸币局甚至中止了其他所有硬币的生产，加班加点专门生产银元。由于所有的金属模具都是在费城铸币局制备，西部的铸币局很可能没有准备模具的合适设备，所以旧金山和卡森城的铸币工作并没有马上展开。投产后的第二个星期里，林德曼指出，银元模具存在「美中不足」，要求把硬币的浮雕变浅，因为浮雕太深会缩短金属模具的使用寿命；他还要求把背面老鹰尾部的羽毛由8根减少到7根，这是因为之前所有美国硬币上的白头海雕尾部羽毛的数量都是奇数而非偶数。延迟了一个月后，模具从费城发出，于1878年4月16日抵达旧金山和卡森城。新奥尔良铸币局则要到1879年才开始生产新银元。
1906年成立的丹佛铸币局只在1921年生产过摩根银元。除费城铸币局生产的银币上没有铸造标记外，其它铸币局都有不同的铸造标记，如代表卡森城铸币局，代表旧金山铸币局，代表新奥尔良铸币局，代表丹佛铸币局。为满足1837年铸币法案的要求，摩根银元含90%的银和10%的铜，直径38.1毫米，重26.73克。

## 谢尔曼收购白银法和1893年恐慌

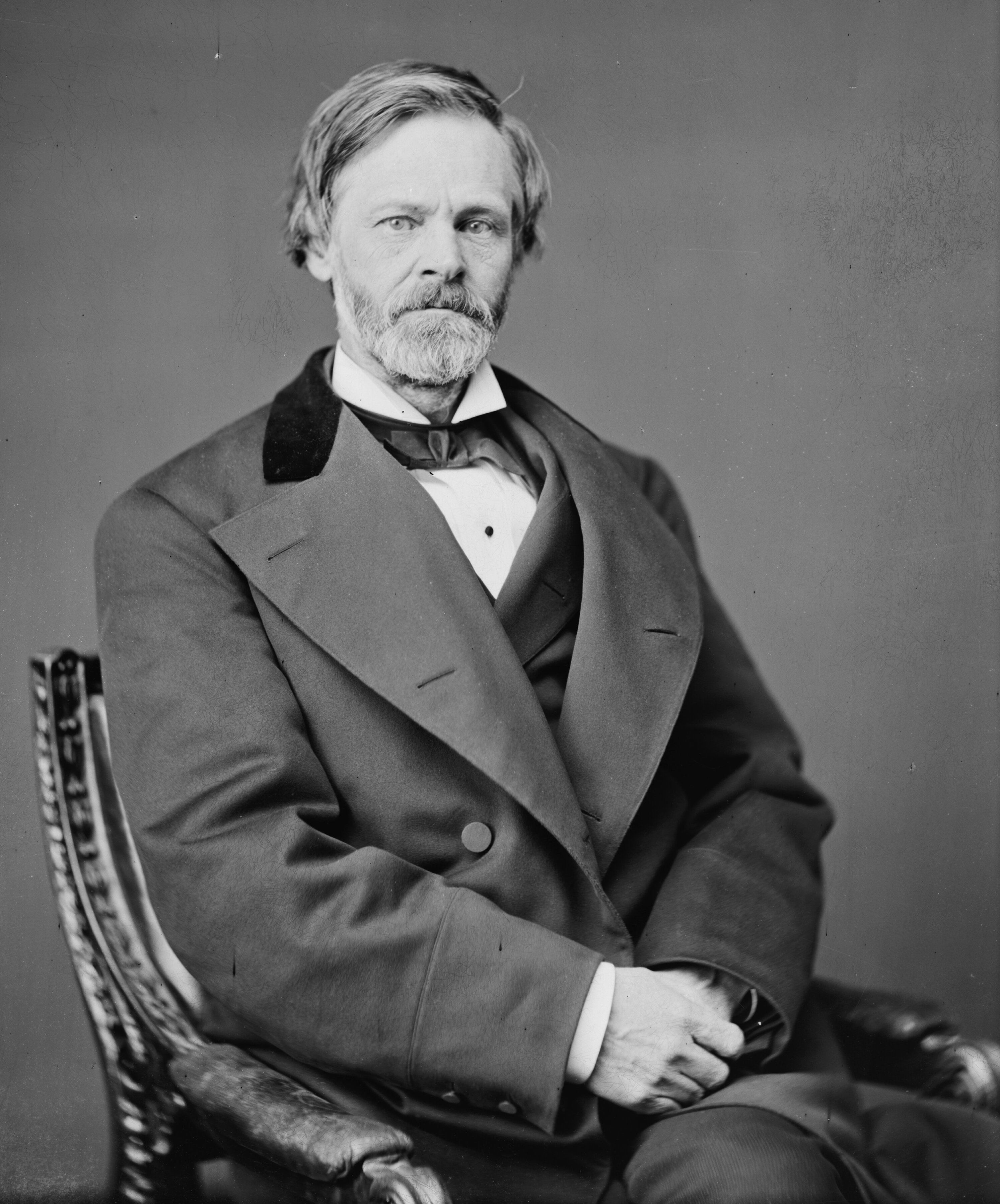
俄亥俄州联邦参议员约翰·舍曼提出谢尔曼收购白银法，强制要求财政部每个月都要购买14万公斤白银。

摩根银元的生产在前几年基本保持稳定，但国会1890年7月14日通过的谢尔曼白银采购法案改变局面。法案由俄亥俄州联邦参议员、前财政部长约翰·舍曼起草，其中要求财政部每个月购买14万公斤白银。法案的支持者认为，增加白银购买量会引起通货膨胀，缓解国内农民欠下的债务。法案还得到采矿业利益集团的支持，因为如此大额的购买量势必令白银价格上涨，提高他们的收益。虽然采购的白银大幅提升，但法案中只要求铸币局接下来每个月生产200万枚银元直至1891年止。此后，由于财政部已有银元库存，摩根银元的产量从1892年开始大幅下降。购买的银锭被用来打造角币、25美分银币和半美元银币。
从1893年初开始，包括全国绳索公司、费城和雷丁铁路公司在内的多家企业破产，进而出现银行挤兑和破产，引发全方位经济衰退，人称1893年恐慌。同年6月，总统格罗弗·克利夫兰召集国会召开特别会议，他认为国家身陷经济危机的罪魁祸首正是谢尔曼收购白银法，建议国会将之废除，国会接受总统建议，于1893年11月1日废除该法。1898年6月13日，国会要求铸币局将之前已经根据谢尔曼收购白银法买下的所有白银都铸成银元，银元产量因此再度上扬，直至1904年白银耗尽时才停产。

## 皮特曼法

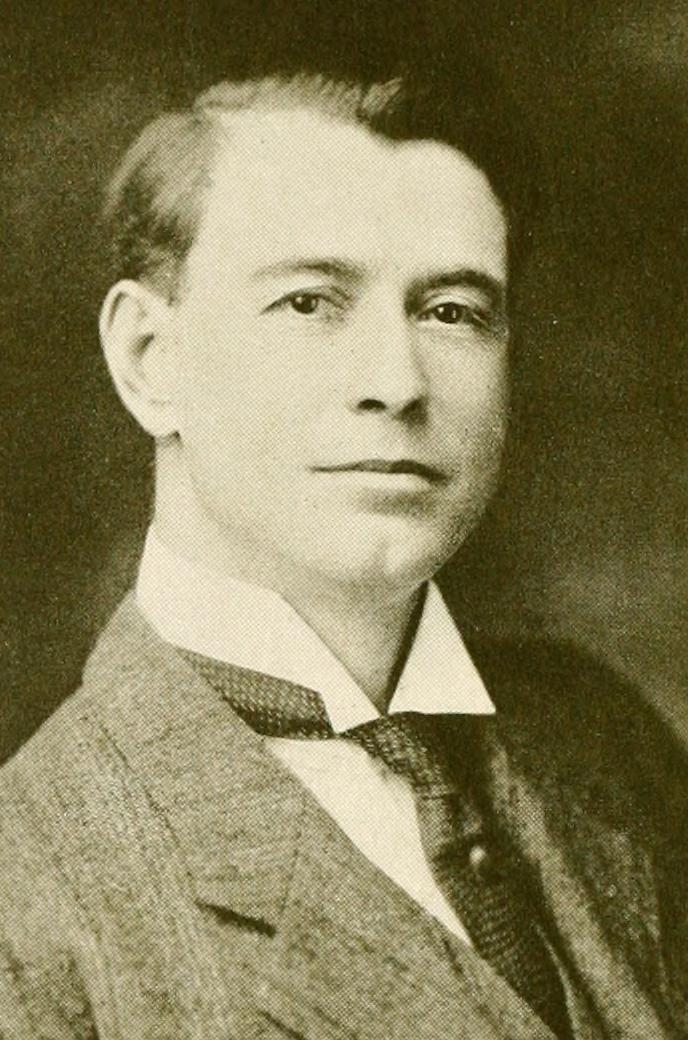
内华达州联邦参议员基·皮特曼提出法案，要求熔融多达3亿5000万枚银元。

第一次世界大战期间，德国政府在印度开展宣传攻势，贬低英国货币的可信度。德国人告诉印度居民，在印度流通的英国纸币不能兑换成白银，导致英国白银受到挤兑。内华达州民主党联邦参议员基·皮特曼（Key Pittman）为此于1918年提出法案，有意向英国政府提供财政援助。法案于1918年4月22日通过，其中宣布：「根据本法授权销售的银锭可以起到保障美国现有黄金储备的作用，还可以为此后的铸币和商业用途提供白银，并协助那些正与美国的敌人开战的外国政府」。皮特曼法授权铸币局熔融多达3亿5000万枚银元，并在法案通过后马上开始实行。最终美国一共熔融了2亿7023万2722枚银元，其中2亿5912万1554枚银币中所含的白银以每金衡盎司1美元的价格卖给英国。
1921年，摩根银元再度投产，这也是这种银币在丹佛铸币局生产的唯一一年。由于财政部已经在1910年摧毁了过时的模具，因此摩根只能重新制作一整套主金属模。 皮特曼法中还规定，之前熔融的银元数有多少，美国铸币局就可以再生产多少枚。这年末，旨在纪念一战结束的和平银元面世。皮特曼法中并没有说明和平银元的具体设计，但根据其条款，新银元旨在取代摩根银元，并且无需再经国会授权。更换设计实际上是由1890年的一项国会法案授权，其中写道：
任何硬币的设计、模型、模具和轮毂得到批准后，必须要过至少25年才能对其设计或模具作更改，同时任何硬币的直径也不应更改。不过，不得在法案通过后利用以上规定对标准银元或5美分镍币采用已获授权新设计、设备模具或标志加以限制。

## 卡森城铸币局摩根银元
1964年以前，美国公民可以到美国财政部下属的铸币局将人称银券的纸币更换成银元。1962年，有人用银券换到一枚罕见且宝贵的摩根银元，这枚硬币起初存放在费城铸币局金库，和一袋银元放在一起。此事引起公众的浓厚兴趣，从1962年11月至1964年3月，售出的摩根银元与和平银元有数百万枚。将银券兑换成银币的需求是如此之大，以至于华盛顿哥伦比亚特区的财政部大楼外都排起了长队，一些人还是推着独轮车来排队。财政部经清点发现，金库内放有多袋由卡森城铸币局生产的银元，数量略多于280万枚，只是之前一直不为人所知。由于卡森城铸币局生产的硬币总数通常会比另外几家铸币局少，因此之前的财政部官员决定把这些银元留作库存，先发行其它分局生产的硬币。
1969年5月12日，铸币联合委员会召集听证，以期找到最合适的方法，来将财政部官员之前保留下来的卡森城铸币局银元卖出。1970年12月31日，国会通过法案要求财政部把这些银元转交总务管理局，由该局负责宣传和销售。法案中还规定，所有销售收入都计为「财政部杂项收入」。国会向总务管理局拨款1000万美元用于银元推广。邮局、银行和其他各金融机构都放有海报和宣传册，还推出了电视纪录片。硬币经过分类，还装在小型塑料展示窗中展示。1972至1980年间，总务管理员共举行了7次邮件竞价销售。所有硬币的销售所得达到1亿零700万美元。

## 旧金山铸币局纪念币

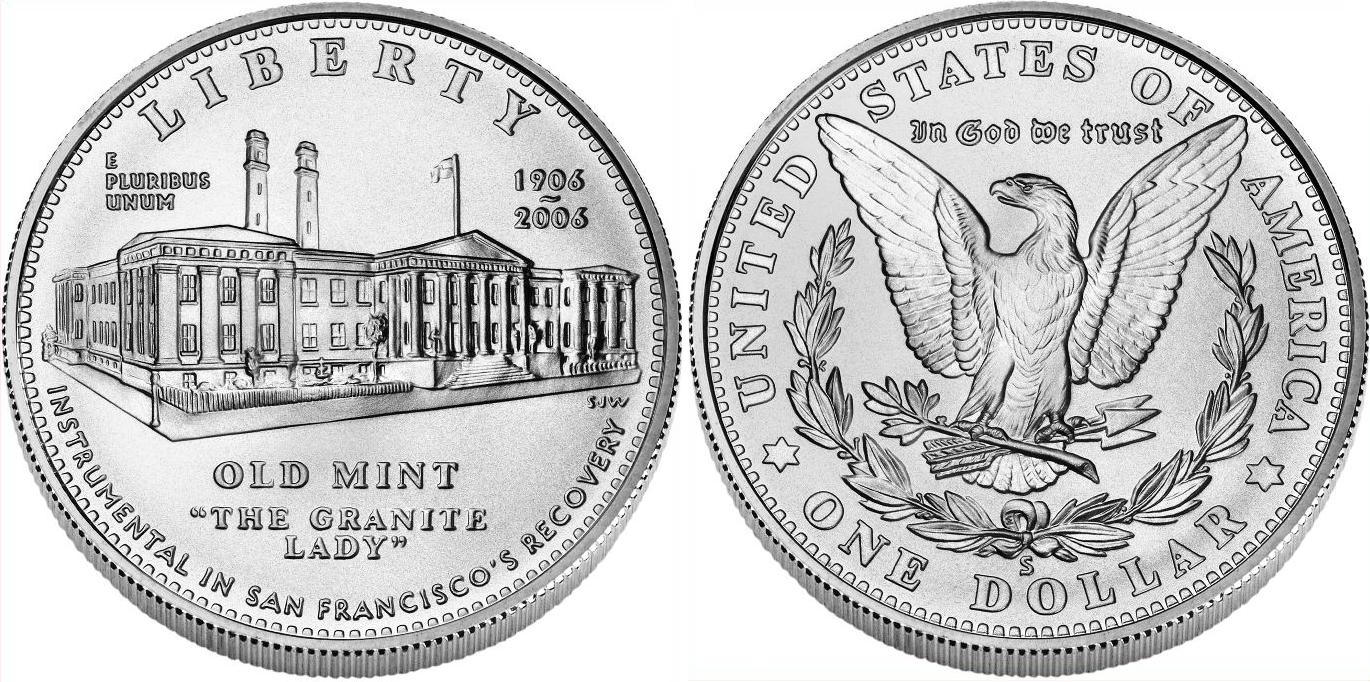
2006年纪念银元，其背面设计与摩根银元基本一致。

2006年6月15日，国会通过法案授权发行银元和5美元金币，以纪念旧金山的老铸币局，所得收入由旧金山博物馆和历史学会用于修复老铸币局。授权的金纪念币为10万枚，银币50万枚。这一法律的通过主要是受多家兴趣爱好类出版物的影响，出版物呼吁读者联系所在选区的国会议员，敦促他们通过必要的立法。根据法案授权，纪念银币的正面是旧金山老铸币局大楼的左前方，背面则与摩根银元基本相同。铸币局艺术家约瑟夫·门纳（Joseph Menna）以旧金山铸币局1904年生产的一枚摩根银元为样板，为纪念币制作了全新的背面模具。

### 脚注
1. ↑  Van Allen & Mallis，第21頁.
2. 1 2  Fite，第428頁.
3. 1 2  Fite，第429頁.
4. 1 2 3  Van Allen & Mallis，第23頁.
5. ↑  Yeoman，第18頁.
6. 1 2 3 4 5  Van Allen & Mallis，第24頁.
7. 1 2  Harness & Senate Library.
8. 1 2 3 4 5  Van Allen & Mallis，第73頁.
9. ↑  Van Allen & Mallis，第74頁.
10. 1 2 3 4 5  Van Allen & Mallis，第75頁.
11. ↑  Van Allen & Mallis，第79頁.
12. ↑  Van Allen & Mallis，第83頁.
13. 1 2 3  Van Allen & Mallis，第84頁.
14. ↑  Van Allen & Mallis，第86頁.
15. 1 2  Van Allen & Mallis，第88頁.
16. 1 2 3  Van Allen & Mallis，第87頁.
17. ↑  Van Allen & Mallis，第90頁.
18. ↑  Yeoman，第219頁.
19. 1 2 3  Yeoman，第221頁.
20. ↑  Yeoman，第218頁.
21. 1 2 3  Yeoman，第220頁.
22. ↑  Fite，第446頁.
23. 1 2  Van Allen & Mallis，第27頁.
24. 1 2 3 4  Van Allen & Mallis，第29頁.
25. 1 2 3  Brothers pp48–52.
26. 1 2 3  Van Allen & Mallis，第30頁.
27. 1 2 3 4 5 6  Van Allen & Mallis，第31頁.
28. 1 2  Van Allen & Mallis，第32頁.
29. ↑  Van Allen & Mallis，第95頁.
30. 1 2  Yeoman，第222頁.
31. ↑  Van Allen & Mallis，第409頁.
32. 1 2 3 4  Yeoman，第27–28頁.
33. 1 2  gainesville.
34. 1 2 3 4 5 6  Van Allen & Mallis，第397–402頁.
35. 1 2  treasurysale.
36. 1 2  commem.
37. ↑  Julian，第265頁.
38. ↑  Julian，第263頁.
39. ↑  usmint.

### 文献
书籍
- Fite, Emerson David.  second. New York, NY: Henry Holt & Co. 1919.
- Julian, R.W. Bowers, Q. David , 编. . Wolfeboro, New Hampshire: Bowers and Merena Galleries. 1993. ISBN 0-943161-48-7.
- Van Allen, Leroy C.; Mallis, A. George. . Virginia Beach, Virginia: DLRC Press. 1991. ISBN 978-1-880731-11-6.
- Yeoman, R.S.  63rd. Atlanta, GA: Whitman Publishing. 2010. ISBN 978-0-7948-2767-0.
- Harness, George; Senate Library.  (PDF).  (PDF). Washington, D.C.: United States Government Printing Office. 1992-02  [2015-05-03]. S. Pub. 102-12. （原始内容存档 (PDF)于2010-12-25）.
- Richardson, William Allen (编).  1. Washington, D.C.: United States Government Printing Office. 1891: 806–807  [2015-05-03]. （原始内容存档于2021-02-07）. 26 Stat L. 484, amendment to R.S. §3510
- Department of the Treasury, Bureau of the Mint. . Washington, D.C.: United States Government Printing Office. 1972: 137–138.

其它来源
- Brothers, Eric. . The Numismatist. 2011-01: 48–52.
- .   [2015-05-04]. （原始内容存档于2014-09-05）.
- 109th Congress.  (PDF). US Govt. Printing Office. 2006-06-15  [2015-05-03]. （原始内容存档 (PDF)于2014-04-27）.
- . United States Mint.   [2015-05-03]. （原始内容存档于2014-08-21）.